# Раковский, Леонтий Иосифович
Леонтий Иосифович Рако́вский (1895/1896 — 1979) — русский советский писатель, автор исторических романов и повестей, публицист.

## Биография
Родился будущий писатель 28 декабря 1895 года (9 января 1896 года) в небольшом местечке Глубокое (ныне Витебская область, Беларусь), где прошли его детские годы. В 1915 году Л. И. Раковский поступил на историко-филологический факультет Киевского университета.
Учёбу в университете не окончил.
Участник Гражданской войны. Служил в РККА. После демобилизации занимался вопросами внешкольного образования.
В 1922 году переехал из Киева в Петроград. В том же году Л. И. Раковский поступает в Петроградский университет для изучения общественных наук. В 1924 году окончил факультет общественных наук университета по отделению права.
Осенью 1923 года работал внештатным сотрудником хроники — репортёром в газете «Ленинградская правда». Позже — техническим секретарём редакции еженедельного журнала «Ленинград».
Член СП СССР. Руководил литературным кружком при Выборгском доме культуры Ленинграда. Исторические романы писателя переведены на многие иностранные языки и языки народов СССР.
Умер писатель 15 августа 1979 года в Ленинграде и похоронен на Северном кладбище.

## Творчество
Писать Л. Раковский начал рано. В 1916 году в студенческом сборнике Киевского университета «Звено» было напечатано его первое стихотворение. А первый из рассказов — «Месть» — был опубликован в журнале «Ленинград» в 1924 году.
Будучи студентом университета, Раковский активно печатает статьи и очерки в «Ленинградской правде». В 1927 году выходит первый сборник его повестей и рассказов «Зеленая Америка», в 1928 году — «Сивопляс», в 1930 — роман «Четвертая жена», а в 1931 — повесть «Блудный бес».
С середины 1930-х годов и до конца жизни Раковский занимался, в основном, исторической прозой. Во время Великой Отечественной войны в газетах публиковались рассказы писателя о «Новых похождениях бравого солдата Швейка», которые распространялись Прессбюро агитации и пропаганды Главпура Красной Армии для перепечатки во фронтовых и армейских газетах.

## Адреса
C июня 1935 года : набережная канала Грибоедова, д. 9.

## Память
В 2012 году ко Дню белорусской письменности в Глубокое (Беларусь) была установлена мемориальная доска Леонтию Раковскому.

## Избранная библиография
- Избранное в 2-х томах. Л.: Художественная литература, 1979
- Месть (рассказ) (1924)
- Часы (1926)
- Постояльцы (1926)
- Зелёная Америка (сборник повестей и рассказов) (1927)
- Сивопляс (сборник повестей и рассказов) (1928)
- Четвертая жена (1930)
- Блудный бес (1931)
- Изумлённый капитан (1936)
- Алёнка (1938) (повесть)
- Генералиссимус Суворов (1938—1946)
- Новые похождения бравого солдата Швейка (1941)
- Константин Заслонов (1949) (повесть)
- Рассказы о Суворове (1950)
- Адмирал Ушаков (1952)
- Кутузов (1960)
- Жизнь наперекор. Повесть о Марлинском. Л., Лениздат, 1978, 240 с.
- Михаил Тухачевский (1967) (повесть)
- Фронтовая азбука. Рассказы о советских полководцах. (1968).